# Sombrero (film, 1959)
Pour les articles homonymes, voir Sombrero (homonymie).
Pour plus de détails, voir Fiche technique et Distribution.
Sombrero (Сомбреро) est un film d'aventures enfantines soviétique réalisé par Tamara Lissitsian et sorti en 1959. 

## Synopsis
Un groupe de jeunes garçons monte une pièce de théâtre inspiré des Trois Mousquetaires, et chacun veut jouer le rôle de D'Artagnan. L'un des garçons corrompt les autres en apportant quatre vraies rapières. Chourik Tytchinkine, qui ne se voit que dans le rôle de D'Artagnan, décide de donner une leçon au fautif... Chourik prend un vrai costume mexicain et un sombrero à son parent, un diplomate soviétique qui revient du Mexique. Après s'être changé, Chourik va voir les garçons et se présente comme un parent de leur ami Chourik Tytchinkine, fraîchement débarqué du Mexique. Chourik joue la comédie aux garçons pendant un long moment, jusqu'à ce qu'ils se rendent enfin compte que le Mexicain est en fait Chourik qui se moque d'eux. 

## Fiche technique
- Titre français : Sombrero[1]
- Titre original : Сомбреро[2]
- Réalisation : Tamara Lissitsian
- Scénario : Sergueï Mikhalkov
- Photographie : Vassili Doultsev (ru)
- Montage : A. Klebanova
- Musique : Lev Schwartz (ru)
- Société de production : Studio Gorki
- Pays de production :  Union soviétique
- Langue originale : russe
- Genre : film d'aventures enfantines
- Durée : 63 minutes
- Dates de sortie :
  - Russie : 28 avril 1959
  - France : 1967

## Distribution
- Anatoli Koulakov — Chourik Tytchinkine
- Viktor Perevalov (ru) — Vovka-Pestik
- Natalia Panina — Allotchka
- Micha Tiagounov — Vadik
- Vitia Glazkov — Slava
- Vassili Chichkine — Adrian
- Lioudmila Tchernychiova (ru) — Olga Mikhaïlovna Tytchinkina
- Vadim Gratchiov (ru) — Tsapline
- Sergueï Koren (ru) — le matador
- Sergueï Filippov — le banderillero